# PCN-14
PCN-14是一种金属有机框架材料，由铜(II)和5,5'-(9,10-蒽二基)二(1,3-苯二甲酸)配体（H4adip）连接而成，为二水合物。最初于2008年被制得。

## 制备
将硝酸铜2.5水合物、H4adip配体加入至DMF溶剂中，并滴加氟硼酸，在75 °C进行溶剂热反应，可以制得PCN-14。

## 性质
PCN-14可以高效地吸附甲烷和氢气。